# Scalebrina
Scalebrina es un género de foraminífero bentónico considerado un sinónimo posterior de Pseudolituotuba de la familia Pseudolituotubidae, de la superfamilia Earlandioidea, del suborden Fusulinina y del orden Fusulinida. Su especie tipo era Scalebrina compacta. Su rango cronoestratigráfico abarcaba el Dinantiense (Carbonífero inferior).

## Discusión
Algunas clasificaciones más recientes incluyen Scalebrina en el suborden Earlandiina, del orden Earlandiida, de la subclase Afusulinana y de la clase Fusulinata.

## Clasificación
Scalebrina incluye a las siguientes especies:
- Scalebrina austini †
- Scalebrina compacta †
- Scalebrina complanata †
- Scalebrina erecta †